# Suiza en los Juegos Olímpicos de París 2024
Suiza estuvo representada en los Juegos Olímpicos de París 2024 por un total de 127 deportistas que compitieron en 18 deportes. Responsable del equipo olímpico es la confederación Swiss Olympic, así como las federaciones deportivas nacionales de cada deporte con participación.
Los portadores de la bandera en la ceremonia de apertura fueron el ciclista de montaña Nino Schurter y la tiradora Nina Christen.

## Medallistas
El equipo olímpico de Suiza obtuvo las siguientes medallas:
| Nombre                             | Deporte            | Competición               |
| ---------------------------------- | ------------------ | ------------------------- |
| Oro                                |                    |                           |
| Chiara Leone                       | Tiro               | Rifle 3 posiciones 50 m F |
| Plata                              |                    |                           |
| Steve Guerdat (Dynamix de Belheme) | Deportes ecuestres | Saltos individual         |
| Julie Derron                       | Triatlón           | Individual F              |
| Bronce                             |                    |                           |
| Zoé Claessens                      | Ciclismo BMX       | Carrera F                 |
| Roman Mityukov                     | Natación           | 200 m espalda M           |
| Roman Röösli Andrin Gulich         | Remo               | Dos sin timonel (M2-) M   |
| Audrey Gogniat                     | Tiro               | Rifle 10 m F              |
| Tanja Hüberli Nina Brunner         | Vóley playa        | Torneo F                  |